# Madhouse (film)
Madhouse är en amerikansk slasherfilm från 2004. Den är regisserad av William Butler, som även har varit med och skrivit manuset. I rollerna syns bland annat Joshua Leonard, Jordan Ladd, Natasha Lyonne, Lance Henriksen och Mark Holton.
Filmen släpptes på DVD i Storbritannien den 20 december 2004, följt av USA, där DVD-releasen ägde rum den 22 februari 2005. Den släpptes därefter på DVD i Sverige den 2 mars samma år.
Madhouse spelades in i Rumänien sommaren 2003.

## Handling
Filmens handling kretsar kring psykiatristudenten Clark Stevens, som har praktik på det nedgångna mentalsjukhuset Cunningham Hall. Clark börjar se syner av en mystisk/spöklik pojke, samtidigt som två av mentalsjukhusets anställda blir mördade nere i dess ökända källare. Detta blir en mystisk, makaber mordgåta, som Clark blir indragen i. Han bestämmer sig för att ta sig djupt in i mentalsjukhusets fasansfulla, inre värld, så att han kan reda ut alla dessa frågetecken, och få svar på denna kluriga mordgåta.

## Rollista (i urval)
| Joshua Leonard     | – Clark Stevens           |
| Jordan Ladd        | – Sara                    |
| Natasha Lyonne     | – Alice                   |
| Lance Henriksen    | – Dr. Franks              |
| Dendrie Taylor     | – Sjuksköterska Hendricks |
| Mark Holton        | – Mr. Hansen              |
| Patrika Darbo      | – Betty                   |
| Newell Alexander   | – Dr. Douglas             |
| George V. Grigore  | – Scat Man                |
| Adam Lazarre-White | – Wallace                 |